# H. Beam Piper
Henry Beam Piper (23 maart 1904 - Williamsport (Pennsylvania), (circa) 6 november 1964) was een Amerikaans schrijver van sciencefictionboeken en verhalen. Sommige bronnen vermelden Horace als voornaam, een misvatting die door Piper zelf in de wereld gestuurd werd omdat hij vertelde dat H. de afkorting van Horace was (hij hield niet van de naam Henry).

## Biografie
Piper was een autodidact op het gebied van wetenschap en geschiedenis. Als 18-jarige begon hij te werken voor Pennsylvania Railroad's Altoona yards in Altoona (Pennsylvania). Hij werkt ook als nachtwaker voor de spoorwegmaatschappij.
Hij publiceerde zijn eerste verhaal "Time and Time Again" in 1947 in het magazine Astounding Science Fiction, dat later in 1951 werd gebracht als hoorspel in het radioprogramma Dimension X. Hij schreef tot 1961 voornamelijk korte verhalen, waarna hij enkele romans schreef. Piper werd vooral bekend om zijn Terro-Human Future History-serie en zijn korte verhalen in de Paratime-serie met als thema een alternatieve geschiedenis.
Piper’s carrière kwam tot een vroegtijdig einde toen hij in 1964 zelfmoord pleegde. De exacte datum van zijn overlijden is niet bekend, zijn laatste aantekening in zijn dagboek dateerde van 5 november en zijn lichaam werd gevonden op 9 of 11 november.

### Terro-Human Future History

#### Federation-serie
- Uller Uprising (1952)
- Four-Day Planet (1961)
- The Cosmic Computer (1963, oorspronkelijk als Junkyard Planet), gebaseerd op het korte verhaal Graveyard of Dreams, gepubliceerd in Galaxy Magazine, februari 1958.
- Space Viking (1963) nl:Ruimteviking
- Federation (1981)
- Empire (1981)

#### Fuzzy-serie
1. Little Fuzzy (1962)
2. Fuzzy Sapiens (1964, oorspronkelijk als The Other Human Race) nl:Wollie sapiens
3. Fuzzies and Other People (1984)

### Paratime-serie
- Paratime (1981)
- The Complete Paratime (2001)
- Lord Kalvan of Otherwhen (1965)

### Andere romans
- Murder in the Gunroom (1953, geen SF maar detectiveverhaal)
- Crisis In 2140 (1957, met John J. McGuire, voorheen als serie in Astounding Science Fiction als Null-ABC, 1953.
- Lone Star Planet (1958, oorspronkelijk als A Planet for Texans) met John J. McGuire

### Korte verhalen
- The Answer (1959)
- Crossroads of Destiny (1959)
- Day of the Moron (1951)
- Dearest (1951)
- The Edge of the Knife (1957)
- Flight From Tomorrow (1950)
- Genesis (1951)
- Graveyard of Dreams (1958)
- He Walked Around the Horses (1948)
- Hunter Patrol (met John J. McGuire) (1959)
- The Keeper (1957)
- Last Enemy (1950)
- The Mercenaries (1950)
- Ministry of Disturbance (met John J. McGuire) (1958)
- Naudsonce (1962)
- Omnilingual (1957)
- Oomphel in the Sky (1960)
- Operation R.S.V.P. (1951)
- Police Operation (1948)
- Rebel Raider (1950)
- The Return (1954) (met John J. McGuire)
- The Return (1960) (met John J. McGuire)
- A Slave is a Slave (1962)
- Temple Trouble (1951)
- Time and Time Again (1947)
- Time Crime (1955)
- When in the Course (1981)

### Collecties
- The Worlds of H. Beam Piper (1983)

### Piper's "Fuzzy"-boeken door andere auteurs
- Fuzzy Bones, door William Tuning – sequel op Little Fuzzy & Fuzzy Sapiens (1981)
- Golden Dream, door Ardath Mayhar – gebaseerd op het werk van H. Beam Piper & William Tuning (1982)
- Fuzzy Nation, door John Scalzi
- Fuzzy Ergo Sum, door Wolfgang Diehr
- Caveat Fuzzy, door Wolfgang Diehr (sequel op Fuzzy Ergo Sum)

### Piper's "Terro-Human History"-boeken door andere auteurs
- The Last Space Viking, door John F. Carr en Mike Robertson
- Space Viking's Throne, door John F. Carr (sequel op The Last Space Viking)
- Cosmic Computer Legacy: The Tides of Chaos, door Dietmar Wehr (sequel op Cosmic Computer)
- Space Viking Legacy: The Tanith Gambit, door Dietmar Wehr (sequel op Space Viking)
- Prince of Tanith: A Space Viking Novel (The Tanith Series) door Terry Mancour (sequel op Space Viking)
- Princess Valerie's War: A Space Viking Novel (The Tanith Series Book II) door Terry Mancour

### Piper's "Paratime"-boeken door andere auteurs
- Great King's War, door John F. Carr en Roland Green
- Kalvan Kingmaker, door John. F Carr
- The Siege of Tos-Hostigos, door John. F Carr
- The Fireseed Wars, door John. F Carr
- Gunpowder God, door John. F Carr
- The Paratime Trilogy
- Time Crime, door H. Beam Piper and John F. Carr (Carr breidde de originele novelle van Piper uit met een derde act)